# 陈志行 (1931年)
陈志行（1931年5月—2008年10月12日），男，广东番禺人，中国化学家，中山大学化学系教授。

## 生平
1952年毕业于广州中山大学化学系并留校教学。
1991年退休后编写的围棋程序 “手谈”1994年进入世界市场，1993国际电脑围棋赛中击败了所有对手而获冠军。1997年，由陈志行投资200万元成立“广州志行电脑围棋有限公司”并担任总经理。曾担任中国人工智能学会机器博弈专业委员会顾问。

## 书籍
- 《电脑围棋小洞天》